# L'Europe continentale avant 1900
Pour plus de détails, voir Fiche technique et Distribution.
L'Europe continentale avant 1900 est un court-métrage français de Marc Allégret, sorti en 1969.

## Synopsis
Évocation de l'Europe centrale à la fin du XIXe siècle, à partir des archives des Frères Lumière.

## Fiche technique
- Titre français : L'Europe continentale avant 1900
- Réalisation : Marc Allégret
- Production : Pierre Braunberger
- Société de production : Les Films de la Pléiade
- Pays de production :  France
- Langue originale : français
- Format : Noir et blanc — 35 mm
- Genre : documentaire
- Durée : 21 minutes
- Date de sortie : 1969